# プリズムの夜
プリズムの夜(ぷりずむのよる)は、日本のロックバンドACIDMANの12thシングル。2006年11月15日発売

## 概要
- シンプルストーリーのsecond lineが収録されている。

## 収録曲
1. プリズムの夜(5:10)
『green chord』に収録。
2. Dawn Chorus(inst.)(2:25)
『green chord』に収録。
3. シンプルストーリー(second line)(3:04)
1stアルバム『創』に収録されている「シンプルストーリー」をセルフカバーしたもの。ジャズピアニスト板橋文夫をゲストに迎え、ジャズ風にリアレンジされている。

作詞：大木伸夫、作曲：ACIDMAN

## 収録アルバム
- green chord (#1,2)
- ACIDMAN THE BEST (#1)